# تیه (رودبار)
تیه یک منطقهٔ مسکونی در ایران است که در دهستان خورگام واقع شده‌است. تیه ۱۰۹ نفر جمعیت دارد.